# Diplolaimella stagnosa
Diplolaimella stagnosa är en rundmaskart som beskrevs av Lorenzen 1966. Diplolaimella stagnosa ingår i släktet Diplolaimella och familjen Monhysteridae. Inga underarter finns listade i Catalogue of Life.